# Cyd Charisse

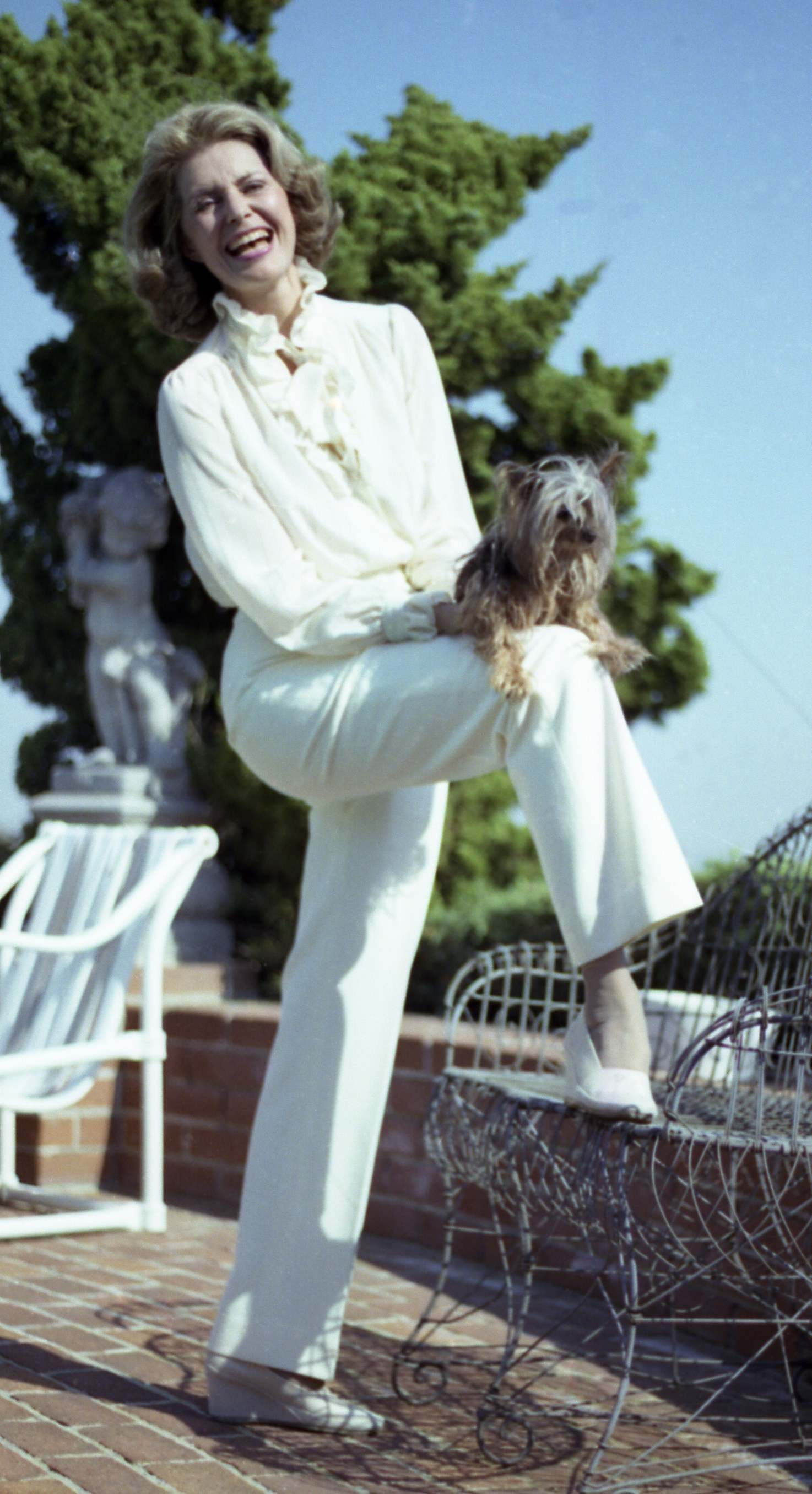
Cyd Charisse (1987)

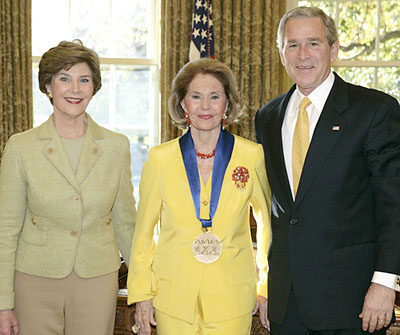
Laura Bush, Cyd Charisse und George W. Bush bei der Verleihung der National Medal of Arts, 2006

Cyd Charisse, eigentlich Tula Ellice Finklea (* 8. März 1922 in Amarillo, Texas; † 17. Juni 2008 in Los Angeles, Kalifornien), war eine US-amerikanische Tänzerin und Filmschauspielerin, die vor allem mit ihren Rollen in Filmmusicals der 1950er Jahre berühmt wurde.

## Biografie
Cyd Charisses Eltern waren Lela (geborene Norwood) und Ernest Enos Finklea, Sr.
Sie erhielt in Los Angeles eine Ballettausbildung bei Adolph Bolm und Bronislava Nijinska und trat in der Folge mit den Ballets Russes unter dem Pseudonym Siderova auf. Der Zweite Weltkrieg bedeutete das Ende für diese Ballett-Truppe. Charisse ging darauf zurück nach Los Angeles, wo ihr David Lichine eine Rolle in Gregory Ratoffs Stück Something to Shout About anbot. Durch diese Rolle wurde der Choreograf Robert Alton (der Entdecker von Gene Kelly) auf sie aufmerksam; und in der Folge wurde sie als Tänzerin Mitglied der Truppe von Arthur Freed bei MGM, dem seinerzeit wichtigsten Filmstudio für Filmmusicals.
Ihre größten Erfolge hatte sie als Partnerin von Fred Astaire in Vorhang auf! (1953) und Seidenstrümpfe (1957) sowie von Gene Kelly in Singin’ In The Rain (1952) und Brigadoon (1954). Ab den 1960er Jahren trat Cyd Charisse nur noch sporadisch auf der Leinwand in Erscheinung. So war sie etwa 1962 Partnerin von Marilyn Monroe in deren letztem, unvollendeten Film Something’s Got to Give. Im Fernsehen und auf der Bühne blieb sie jedoch weiterhin präsent.
Cyd Charisse war von 1939 bis 1947 mit dem Choreografen Nico Charisse verheiratet. Aus der Ehe stammt ihr Sohn Nicholas (* 1942). Ab 1948 war sie bis zu ihrem Tod mit dem Sänger Tony Martin verheiratet und hatte mit ihm ebenfalls einen Sohn, Tony jr (* 1950). Sie war die Tante der Schauspielerin Nana Visitor, die vor allem aus der Fernsehserie Star Trek: Deep Space Nine bekannt ist.
Im Jahr 2000 bekam Cyd Charisse den Nijinsky-Preis für ihr tänzerisches Lebenswerk. 2006 erhielt sie die National Medal of Arts.
Cyd Charisse starb am 17. Juni 2008 mit 86 Jahren in Los Angeles an den Folgen eines Herzanfalls.

## Filmografie
- 1941: The Gay Parisian (Kurzfilm)
- 1943: Something to Shout About
- 1943: Botschafter in Moskau (Mission to Moscow)
- 1943: Nacht der tausend Sterne (Thousands Cheer)
- 1945: Broadway Melodie 1950 (Ziegfeld Follies)
- 1946: The Harvey Girls
- 1946: Three Wise Fools
- 1946: Bis die Wolken vorüberzieh’n (Till the Clouds Roll By)
- 1947: Mexikanische Nächte (Fiesta)
- 1947: Tanz ohne Ende (The Unfinished Dance)
- 1948: Auf einer Insel mit dir (On an Island with You)
- 1948: Ein Bandit zum Küssen (The Kissing Bandit)
- 1948: Words and Music
- 1949: Verlorenes Spiel (East Side, West Side)
- 1949: Zum Zerreißen gespannt (Tension)
- 1951: Das Zeichen des Verräters (Mark of the Renegade)
- 1952: Du sollst mein Glücksstern sein (Singin’ In The Rain)
- 1952: Gefährten des Grauens (The Wild North)
- 1953: Sombrero
- 1953: Vorhang auf! (The Band Wagon)
- 1953: Du bist so leicht zu lieben (Easy to Love)
- 1954: Brigadoon
- 1954: Tief in meinem Herzen (Deep in My Heart)
- 1955: Vorwiegend heiter (It's Always Fair Weather)
- 1956: Viva Las Vegas (Meet Me in Las Vegas)
- 1957: Seidenstrümpfe (Silk Stockings)
- 1958: Hart am Wind (Twilight for the Gods)
- 1958: Das Mädchen aus der Unterwelt (Party Girl)
- 1960: Black Tights
- 1961: Schöne Witwen sind gefährlich (Five Golden Hours)
- 1962: Something’s Got to Give
- 1962: Zwei Wochen in einer anderen Stadt (Two Weeks in Another Town)
- 1965: Il segreto del vestito rosso
- 1966: Leise flüstern die Pistolen (The Silencers)
- 1967: Marokko 7 (Maroc 7)
- 1976: Won Ton Ton – der Hund, der Hollywood rettete (Won Ton Ton, the Dog Who Saved Hollywood)
- 1978: Tauchfahrt des Schreckens (Warlords of Atlantis)
- 1978–1983: Fantasy Island (Fernsehserie, 2 Folgen)
- 1980: Küß’ ihn nicht beim ersten Date (Portrait of an Escort)
- 1984: Ein Colt für alle Fälle (The Fall Guy, Fernsehserie, 1 Folge)
- 1985: Mord ist ihr Hobby (Murder, She Wrote, Fernsehserie, 1 Folge)
- 1989: Private Screening